# Seijō-Universität

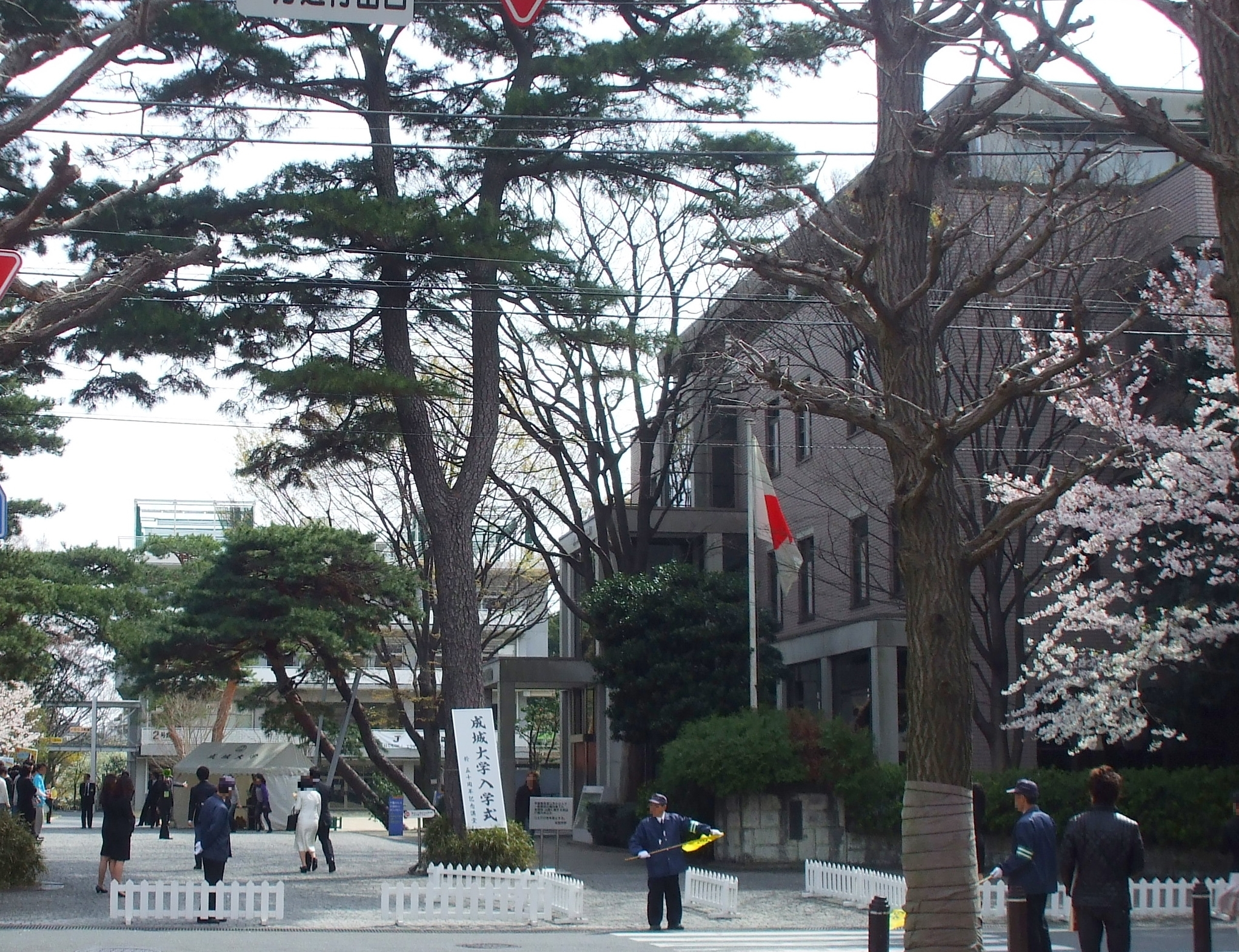
Seijō-Universität im Frühling

Die Seijō-Universität (jap. 成城大学, Seijō daigaku, engl. Seijo University) ist eine private Universität in Japan. Sie liegt im Bezirk Setagaya von Tokio, in der Nähe des Bahnhofs Seijōgakuen-mae.

## Geschichte
Die Schulgruppe Seijō-Gakuen (成城学園), deren Teil die Universität ist, wurde 1917 von Sawayanagi Masatarō (1865–1927) als Seijō-Grundschule gegründet. Der Name Seijō kam aus einer Wortgruppe im chinesischen Buch der Lieder: „哲夫成城“ (dt. etwa: „Die Weisen bilden die Stadt / den Staat“). 1922 wurde die Zweite Seijō-Mittelschule gegründet, und 1925 zog sie in den heutigen Seijō-Campus um.
1926 entwickelte sich die Zweite Seijō-Mittelschule zur siebenjährigen Seijō-Oberschule (成城高等学校, Seijō kōtō gakkō. Alter: 12–19). Die Oberschule, wie die Seikei- und Musashi-Oberschulen, diente den Söhnen der reicheren Bürger in Tokio als Vorbereitungskurs für die Kaiserlichen Universitäten.
Nach dem Pazifikkrieg wurde sie zur Seijō-Gakuen-Mittelschule (1947; dreijährige Schule), Seijō-Gakuen-Oberschule (1948; dreijährig) und Seijō-Universität (1950; vierjährig).

## Fakultäten
- Wirtschaftswissenschaften
- Kunst und Geisteswissenschaften
- Rechtswissenschaft
- Soziale Innovation

## Bekannte Absolventen
- Tsutomu Hata (1935–2017), Politiker (ehemaliger Premierminister von Japan)
- Yōko Komiyama (* 1948), Politikerin
- Yūko Obuchi (* 1973), Politikerin
- Masakazu Tamura / Ryō Tamura, Schauspieler
- Masahiro Takashima / Masanobu Takashima, Schauspieler
- Yoshino Kimura, Schauspielerin
- Kenta Fukasaku, Filmregisseur